# آی‌اس-۷
آی‌اس-۷ (به روسی: ИС-7) یک تانک سنگین ساخت شوروی بود که توسعه آن در سال ۱۹۴۵ آغاز شد. این تانک فقط به صورت نمونه اولیه وجود داشت و به نفع تانک تی-۱۰ لغو شد.